# William Grant Still
William Grant Still (Woodville, Mississippi, 11 mei 1895 – Los Angeles, 3 december 1978) was een Amerikaans componist, dirigent en musicus. Hij was de eerste Afro-Amerikaanse dirigent die een vooraanstaand symfonieorkest in de Verenigde Staten leidde, de eerste Afro-Amerikaanse componist van wie een eigen symfonie bij een bekend Amerikaans symfonieorkest in première ging, de eerste Afro-Amerikaanse componist van wie een eigen opera bij een vooraanstaand operahuis werd uitgevoerd en de eerste Afro-Amerikaanse operacomponist van wie een eigen opera via de nationale televisie werd uitgezonden. Still werd opgenomen in de Mississippi Musicians Hall of Fame.

## Levensloop
Stills ouders waren leraar en muzikanten. Zij waren van Afro-Amerikaanse, Spaanse, Schots-Ierse en Amerikaanse afkomst. Toen William een paar maanden op de wereld was, overleed zijn vader en de moeder vertrok met haar kinderen naar Little Rock in Arkansas. Daar kreeg William ook zijn eerste vioolles. Still studeerde aan de Wilberforce University in Wilberforce, Ohio, een universiteit, die als Afro-Amerikaanse school was opgericht. Hij was dirigent van het harmonieorkest en werd opgeleid om verschillende instrumenten te bespelen. Aan deze universiteit maakte hij ook zijn eerste composities en orkestraties.
Als musicus werkte hij in 1916 onder ander mee in het orkest van William Christopher Handy, maar ook in andere ensembles.
Later koos hij voor het Oberlin Conservatory of Music in Oberlin (Ohio) en aansluitend het New England Conservatory in Boston, Massachusetts, waar hij onder andere compositie bij Edgard Varèse studeerde.
Zijn Symfonie Nr. 1 werd in 1931 uitgevoerd door het Rochester Philharmonic Orchestra en in 1936 werd hij de eerste Afro-Amerikaan, die een vooraanstaand Amerikaans symfonieorkest, namelijk het Los Angeles Philharmonic Orchestra, dirigeerde. Ook op het gebied van de opera heeft hij veel gedaan voor de culturele integratie van de Afro-Amerikanen in de samenleving van de Verenigde Staten. Zo werd zijn opera Troubled Island in 1949 door de New York City Opera uitgevoerd, de eerste opera van een Afro-Amerikaan, die door een bekend operagezelschap werd uitgevoerd. In de conservatieve zuidelijke staten van de V.S. dirigeerde hij ook als eerste Afro-Amerikaan een bekend orkest, namelijk het New Orleans Philharmonic Orchestra.
Zijn werken werden echter ook buiten de Verenigde Staten door orkesten zoals het London Symphony Orchestra, het Tokyo Philharmonic Orchestra, het BBC Symphony Orchestra en de Berliner Philharmoniker uitgevoerd.
Als componist werkte hij voor uitzendingen van het NBC-radio ("Deep River Hour" en "Old Gold Show") en ook als filmcomponist (Pennies from Heaven). Hij was eredoctor van het Oberlin College in Oberlin (Ohio), de Wilberforce University in Wilberforce, Ohio, de Howard Universiteit in Washington D.C., het Bates College in Lewiston (Maine), de Universiteit van Arkansas in Fayetteville (Arkansas), de Pepperdine-universiteit in Malibu, Californië, het New England Conservatory in Boston, Massachusetts, het Peabody Institute of the Johns Hopkins University in Baltimore (Maryland) en de University of Southern California in Los Angeles.
Sinds 1939 was hij gehuwd met de journaliste en pianiste Verna Arvey.

## Stijl
Still componeerde oorspronkelijk in een moderne stijl, maar later vermengde hij de muzikale aspecten van zijn Afro-Amerikaanse herkomst met de traditionele Europese klassieke vormen tot een unieke stijl.

## Composities

### Werken voor orkest

#### Symfonieën
- 1930/1935 rev.1969 Symfonie nr. 1 (The Afro-American Symphony)
  1. Moderato assai; longing
  2. Adagio; sorrow
  3. Animato; humor
  4. Lento con resoluzione; aspiration
- 1936 Symfonie nr. 2 in g-klein (Of a New Race)
  1. Slowly, yearnings
  2. Slowly and deeply expressive, sorrow
  3. Moderately fast, humor
  4. Moderately slow, aspiration expressed through religious fervour
- 1958 Symfonie nr. 3 (The Sunday Symphony)
  1. Awakening; moderately
  2. Prayer; very slowly
  3. Relaxation; gaily
  4. Day’s end an a new beginning; resolutely
- 1947 Symfonie nr. 4 (The Autochthonous Symphony)
- 1945/1958 Symfonie nr. 5 (The Western Hemisphere)

#### Andere werken
- 1922 Black Bottom
- 1925 Darker America
- 1925 From the Journal of a Wanderer
- 1926 From the Black Belt
- 1927 Spirituals: A Medley
- 1930 Africa, suite voor orkest
  1. Land of Peace
  2. Land of Romance
  3. Land of Superstition
- 1933 A deserted plantation, suite voor kamerorkest
- 1933 Ebon Chronicle
- 1935 "Kaintuck'", gedicht voor piano en orkest
- 1935 The Black Man Dances, suite voor piano en orkest
- 1936 Beyond Tomorrow
- 1936 Dismal swamp, voor piano en orkest
- 1940 Can'tcha line 'em, voor kamerorkest
- 1943 Fanfare for American War Heroes
- 1943 In Memoriam: The Colored Soldiers Who Died for Democracy
- 1943 Pages From Negro History - Music of Our Time
  1. Africa
  2. Slavery
  3. Emancipation
- 1944 Festive Overture
- 1944 Poem for Orchestra
- 1945 Western Hemisphere
- 1946 Archaic Ritual
  1. Chant
  2. Dance Before the Altar
  3. Possession
- 1947 Wood Notes, suite voor kamerorkest
- 1949 Carmela, voor viool en orkest
- 1953 Danzas de Panama
  1. Tamborito
  2. Mejorana y Socavon
  3. Punto
  4. Cumbia y Congo
- 1953 Song for the Lonely
- 1954 Pages From a Mother's Diary
- 1956 Ennanga, voor harp en strijkorkest
- 1957 Serenade, voor dwarsfluit, klarinet, harp en orkest
- 1957 The American Scene - 1e Suite "The East"
  1. On the Village Green
  2. Berkshire Night
  3. Manhattan Skyline
- 1957 The American Scene - 2e Suite "The South"
  1. Florida Night
  2. Levee Land
  3. A New Orleans Street
- 1957 The American Scene - 3e Suite "The Old West"
  1. Song of the Plainsmen
  2. Sioux Love Song
  3. Tribal Dance
- 1957 The American Scene - 4e Suite "The Far West"
  1. The Plaza
  2. Sundown Land
  3. Navaho Country
- 1957 The American Scene - 5e Suite "A Mountain, A Memorial, and A Song"
  1. Grand Teton
  2. Tomb of the Unknown Soldier
  3. Song of the Rivermen
- 1960 Patterns, voor kamerorkest
- 1960 The Peaceful Land
- 1962 Los alnados de España, voor spreker en orkest
  1. Prologo y Narracion
  2. El Valle Escondido
  3. Serenata
  4. Danza
- 1965 Miniature Overture
- 1965 Threnody: In Memory of Jean Sibelius
- 1970 Choreographic Prelude, voor dwarsfluit, piano en strijkorkest
- African dancer, voor viool en orkest
- After You've Gone
- Ballet Music
  1. Boys Dance
  2. Dance of Yzore Adou
  3. Second Dance of the Children
  4. Dancing Gamin Aboriginal Dance
- Dances in the Canebrakes
- From the Heart of a Believer
- Preludes 1-5
- Three Negro Songs for Orchestra
  1. Negro Love Song
  2. Death Song
  3. A Song of the Backwoods

### Werken voor harmonieorkest
- 1941 Old California
  1. Indian
  2. Spanish
  3. American
- 1945 Fanfare for the 99th Fighter Squadron
- 1945 From the Delta
  1. Work Song
  2. Spiritual
  3. Dance
- 1951/1956 To You America! (opgedragen aan Col. Francis Eugene Resta and the United States Military Academy Band, West Point) - première: 17 februari 1952 in West Point (New York) door de United States Military Academy Band o.l.v. William Grant Still
- 1956 Little Red Schoolhouse
  1. Little conqueror
  2. Egyptian princess
  3. Captain Kidd, Jr.
  4. Colleen Bawn
  5. Petey
- 1957 The American Scene
  1. Tomb of the Unknown Soldier
  2. New Orleans Street
  3. Berkshire Night
  4. Tribal Dance
- 3 Visions
  1. Dark horseman
  2. Summerland
  3. Radiant pinnacle
- Entrances of the Porteuses uit "La Guiablesse"
- Folk Suite for Band
- Frisco Jazz Band Blues
- Scherzo uit "The Afro-American Symphony"
- Summerland for Band
- Victory Tide

### Cantates
- 1920 Promised Land, voor solisten en orkest - tekst: Frederick Martens

### Muziektheater

#### Opera's
| Voltooid in | titel                                                               | aktes             | première                                                                                              | libretto                                 |
| ----------- | ------------------------------------------------------------------- | ----------------- | --- | ---------------------------------------- |
| 1934        | Blue Steel                                                          | 3 aktes           | | Herold Bruce Forsythe, naar Carlton Moss |
| 1937-1941   | Troubled Island                                                     | 3 aktes           | 31 maart 1949, New York, New York City Opera                                                          | Langston Hughes en Verna Arvey Still     |
| 1941        | A Bayou Legend                                                      | 3 aktes           | 15 november 1974, Jackson (Mississippi), Jackson State University - Opera South                       | Verna Arvey Still                        |
| 1942        | A Southern interlude                                                | 2 aktes           | niet bekend                                                                                           | Verna Arvey Still                        |
| 1949-1950   | Costaso                                                             | 3 aktes           | april 1981, Pasadena (Californië)                                                                     | Verna Arvey Still                        |
| 1951        | Mota                                                                | 3 aktes, 4 scènes | 1996, North Carolina A & T University                                                                 | Verna Arvey Still                        |
| 1954-1955   | The Pillar                                                          | 3 aktes           | niet bekend                                                                                           | Verna Arvey Still                        |
| 1958-1960   | Minette Fontaine                                                    | 3 aktes, 5 scènes | 24 oktober 1984, Baton Rouge, Centroplex Theater                                                      | Verna Arvey Still                        |
| 1962        | Highway 1, USA; gereviseerde versie van A Southern Interlude (1942) | 2 aktes           | 11 mei 1963, Coral Gables, Florida, Universiteit van Miami, 4th Annual Festival of Contemporary Music | Verna Arvey Still                        |

#### Balletten
| Voltooid in | titel              | aktes  | première                                                                    | libretto                       | choreografie    |
| ----------- | ------------------ | ------ | --------------------------------------------------------------------------- | ------------------------------ | --------------- |
| 1927        | La Guiablesse      | 1 akte | 1933, Rochester (New York), Eastman Theatre                                 | Ruth Page, naar Lafcadio Hearn | Thelma Biracree |
| 1930        | Sahdji             |        | 22 mei 1931, Rochester (New York), Eastman Theatre, American Music Festival | Alain Locke                    | Thelma Biracree |
| 1933        | The sorcerer       |        |                                                                             | Herold Bruce Forsythe          |                 |
| 1937        | Lenox Avenue       |        | 1936, Columbia Broadcasting System (CBS) Radio                              | Verna Arvey Still              |                 |
| 1940        | Miss Sally's Party | 1 akte | 2 mei 1941, Rochester (New York), 11th Festival of American Music           | Verna Arvey Still              | Thelma Biracree |

### Werken voor koren
- 1942 March-finale, voor gemengd koor en orkest
- 1948 From a lost continent, voor gemengd koor en orkest
- 1950 Sinner, please don't let this harvest pass, voor gemengd koor
- 1954 A Psalm for the Living, voor gemengd koor en orkest
- 1965 All that I am, voor gemengd koor en orgel

### Vocale werken
- 1924 From the Land of Dreams, voor twee sopranen, alt en kamerorkest
- 1925 Levee land, voor sopraan en instrumentaal nonet
- 1938 Tomorrow's city, voor spreker, gemengd koor en orkest
- 1940 And they lynched him on a tree, voor spreker, contralto, gemengd koor (Black chorus), gemengd koor (White chorus) en orkest
- 1941 Caribbean Melodies, voor 2 sopranen, mezzosopraan, alt, tenor, bariton, vijfstemmig gemengd koor (SATBB), dansers, piano en slagwerk
  1. Hand a' bowl; voodoo chant, from Jamaica
  2. Baintown; serenade, from Bahamas
  3. Two banana; jumping dance, from Bahamas
  4. Woman sweeter than man?, from Bahamas
  5. Peas and rice; jumping dance, from Bahamas
  6. Bellamina, from Bahamas
  7. Mama, I saw a sailboat, from Bahamas
  8. Ah, la sa wu, from Bahamas
  9. Evalina, from Bahamas
  10. Doo ma; jumping dance, from Bahamas
  11. Héla grand père; rada chant, from Haiti
  12. Going to my old home; dance song, from Bahamas
  13. Mister Brown; ring play, from Bahamas
  14. Ten poun' ten; dance song, from Jamaica
  15. Do an' Nannie; jumping dance, from Bahamas
  16. Eh, bi nango, from Bahamas
  17. Carry him along, from Bahamas
- 1941 Plain-Chant for America, voor bariton, gemengd koor en orkest
- 1946 Wailing Woman, voor sopraan, gemengd koor en orkest
- 1949 Songs of Separation for Orchestra, voor sopraan en orkest
- 1953 The Little Song That Wanted To Be A Symphony, voor spreker, drie sopranen en orkest
- 1955 Rhapsody, voor sopraan en orkest

### Kamermuziek
- 1941-1942 Incantation and dance, voor hobo en piano
- 1946 Pastorela, voor viool en piano
- 1954 Romance, voor saxofoon en piano
- 1957 4 Indigenous portraits, voor dwarsfluit en strijkkwartet
  1. North American Negro
  2. South American Negro
  3. South American Indian
  4. North American Indian
- 1960 Lyric suite, voor strijkkwartet
- 1968 Little folk suite, no. 1, voor strijkkwartet
- 1968 Little folk suite, no. 2, voor strijkkwartet
- 1968 Little folk suite, no. 3, voor strijkkwartet
- 1968 Little folk suite, no. 4, voor strijkkwartet
- 1968 Little folk suite, no. 5, voor strijkkwartet
- 1968 Little folk suite from the Western Hemisphere, voor koperkwintet

### Werken voor orgel
- 1962 Reverie
- 1963 Elegy
- An organ collection

### Werken voor piano
- 1939 Swanee River; Old folks at home
- 1940 Bells
- 1946 Marionette
- 1951 Animal sketches

## Publicaties
- Catherine Reef: William Grant Still: African American Composer, Morgan Reynolds, 2003, ISBN 1 931798 11 7
- Catherine Parsons Smith: William Grant Still - A Study in Contradictions, University of California Press, Berkeley, 2000, 369 p., ISBN 0 520 21543 5
- Verna Arvey Still: In One Lifetime. Fayetteville: University of Arkansas Press. 1984
- Still, Dabrishus, & Quin: William Grant Still: A Bio-Bibliography, Greenwood Publishing 1996.